# Aphelandra montis-scalaris
Aphelandra montis-scalaris é uma espécie de plantas com flores. Foi descrito pela primeira vez por Gustav Lindau e Pilg.  Aphelandra montis-scalaris pertence ao gênero Aphelandra e à família Acanthaceae.
Este tipo de planta pode ser encontrado em:
- Peru

Não há tipos listados como este.